# Forrest Gump

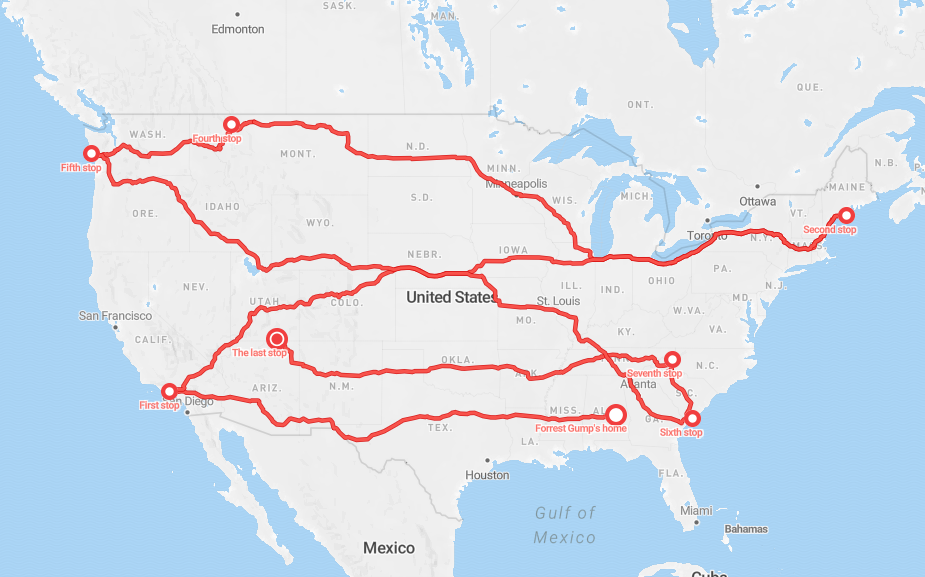
Forrest Gump futása térképen (interaktív térkép)

A Forrest Gump 1994-es amerikai filmdráma, vígjáték, rendezője Robert Zemeckis. Főszereplője Tom Hanks, további szereplők Robin Wright, Gary Sinise, Mykelti Williamson, Sally Field.
A film világszerte óriási bevételt szerzett a mozipénztárakban.
A történet Winston Groom 1986-ban kiadott regényén alapszik, alcíme: „egy együgyű fickó feljegyzései”.

## Rövid történet
Kennedy és Johnson elnöksége, a vietnámi háború, a Watergate-botrány és más történelmi események egy 75-ös IQ-val rendelkező alabamai férfi szemszögéből bontakoznak ki, akinek egyetlen vágya, hogy újra találkozhasson gyermekkori szerelmével.

## Cselekmény
|  | Alább a cselekmény részletei következnek! |

Egy déli államokbeli fiú, Forrest Gump (Tom Hanks) rögös életútjáról szól a történet.
Forrest gyenge szellemi képességei ellenére mégis sikert sikerre halmoz, de képtelen felfogni dicsőségeit. Volt ő egyetemi amerikai futball sztár, háborús hős, válogatott pingpongozó, rákászhajó-kapitány, ultramaratoni futó. Egész élete folyamán mégis egyetlen cél vezérelte, hogy elnyerje gyermekkori barátnője kezét, aki élte világát és a gyermekkori emlékeken kívül semmi más szál nem fűzte Forresthez. Később mégis egymásra találnak és megszületik a kis Forrest, de Jenny (Robin Wright) meghal.
Bebe (Mykelti Williamson) katonatársa Vietnámban Forrestnek. Hősünk tőle tanulja meg a rákászszakma csínját-bínját. Megegyeznek, hogy együtt vesznek egy hajót és majd abból meggazdagszanak, de Bebe meghal Vietnámban, és a rákászásból szerzett milliókat Forrest megosztja Bebe családjával.
Fontos szereplő még Dan hadnagy (Gary Sinise), aki Vietnámban Forrest parancsnoka. Forrest hiába menti meg őt a „dicső” haláltól, le kell vágni a lábait, és Dan szerencsétlen helyzetéért Forrestet hibáztatja. A háború után New Yorkban újra találkoznak, és Dan hadnagy csatlakozik Forresthez a rákászhajón, mely így már két fővel hajózik. Itt aztán (Forrest szájából idézve): „Dan hadnagy – azt hiszem – megkötötte a békéjét Istennel”.
Forrest édesanyja Mrs. Gump (Sally Field). Forrest többször említi édesanyja mondásait a film folyamán. Mrs. Gump halálos ágyán foglalja össze Forrest életében betöltött szerepét: „Én arra rendeltettem, hogy az anyád legyek. Igyekeztem jól csinálni.”

## Szereplők
| Szereplő                    | Színész                  | Magyar hang          |
| --------------------------- | ------------------------ | -------------------- |
| Forrest Gump                | Tom Hanks                | Bubik István         |
| fiatal Forrest Gump         | Michael Conner Humphreys | ?                    |
| Jenny Curran                | Robin Wright             | Spilák Klára         |
| fiatal Jenny Curran         | Hanna Hall               | Molnár Ilona         |
| Dan Taylor hadnagy          | Gary Sinise              | Haás Vander Péter    |
| B.B.                        | Mykelti Williamson       | Mikula Sándor        |
| Mrs. Gump                   | Sally Field              | Szabó Éva            |
| Nővér a padon               | Rebecca Williams         | Fazekas Zsuzsa       |
| Orvos                       | Harold G. Herthum        | Horkai János         |
| Igazgató                    | Sam Anderson             | Szokolay Ottó        |
| Loise                       | Margo Moore              | nem ismert           |
| Iskolabusz-vezető           | Siobhan Fallon           | Vándor Éva           |
| Jenny apja                  | Kevin Mangan             | Csikos Gábor         |
| Gimnáziumi futballedző      | Brett Rice               | Várkonyi András      |
| Riporter                    | David Brisbin            | Áron László          |
| Earl                        | Kirk Ward                | Rajkai Zoltán        |
| Nő a padon                  | Deborah McTeer           | Csere Ágnes          |
| Jenny udvarlója             | Mark Matheisen           | Csankó Zoltán        |
| Kennedy elnök               | Jed Gillin               | Mihályi Győző        |
| Egyetemi dékán              | Bob Harks                | Uri István           |
| Hadsereg-toborzó            | Don Fischer              | Rékasi Károly        |
| Buszvezető a hadseregnél    | Kenneth Bevington        | Szabó Sipos Barnabás |
| Sérült katona               | Byron Minns              | Szabó Sipos Barnabás |
| B.B. anyja                  | Marlena Smalls           | Némedi Mari          |
| Kiképző őrmester            | Afemo Omilami            | Papp János           |
| Műsorvezető                 | Paulie DiCocco           | Kocsis György        |
| Kövér férfi a padon         | Bill Robertson           | Láng József          |
| Kórházi tiszt               | Stephen Bridgewater      | Hankó Attila         |
| Nemzeti tudósító            | Scott Oliver             | Balázsi Gyula        |
| Johnson elnök               | John William Galt        | Gruber Hugó          |
| Veterán a háborús gyűlésen  | Jay Ross                 | Halmágyi Sándor      |
| Abbie Hoffman               | Richard D'Alessandro     | Forgács Péter        |
| Fekete párduc               | Kevin Davis              | Háda János           |
| Fekete párduc               | Michael Jace             | Jakab Csaba          |
| Wesley                      | Geoffrey Blake           | Józsa Imre           |
| Önmaga                      | Dick Cavett              | Varga T. József      |
| John Lennon                 | Joe Stefanelli           | Végh Péter           |
| Kapós Carla                 | Tiffany Salerno          | Andresz Kati         |
| Lovaglós Lenor              | Marla Sucharetza         | Kiss Erika           |
| Nemzeti tudósító            | Jack Bowden              | Melis Gábor          |
| Nixon elnök                 | Joe Alaskey              | Kránitz Lajos        |
| Stanley Loomis              | W. Benson Terry          | Simon György         |
| Helyi tudósító              | Peter Bannon             | Orosz István         |
| Idős déli asszony           | Nora Dunfee              | Győri Ilona          |
| Hannibal riporter           | Chiffonye Cobb           | Kardos Gábor         |
| Hannibal riporter           | Juan Singleton           | Kocsis Mariann       |
| Hannibal riporter           | Bobby Richardson         | Galambos Péter       |
| Fiatal futó fiú             | Lenny Herb               | Bor Zoltán           |
| Öregedő hippi               | Charles Boswell          | Koroknay Géza        |
| Vad tekintetű férfi         | Timothy McNeil           | Cs. Németh Lajos     |
| Forrest Junior              | Haley Joel Osment        | Szalay Csongor       |
| Futballválogatott másodedző | Jim Boeke                | Bácskai János        |
| Önmaga                      | Dick Clark               | Rudas István         |
| Elvis Presley               | Kurt Russel              | Dózsa Zoltán         |
| Önmaga                      | George Wallace           | Dobránszky Zoltán    |

További magyar hangok: Barbinek Péter, Molnár Levente, Seszták Szabolcs, Tolnai Miklós, Varga Tamás

## Híres mondatok
- Az élet olyan, mint egy doboz bonbon. Sosem tudhatod, mit veszel ki belőle.
- Én nem vagyok egy okos ember, de azt tudom, hogy mi a szerelem.
- Nem tudom, hogy Mamának vagy Dan hadnagynak volt-e igaza, hogy van-e rendeltetésünk, vagy csak ide-oda sodor bennünket a véletlen, de azt hiszem: kicsit mindkettő igaz.
- A halál is csak az élet része.
- Van úgy, hogy az embernek nincs elég köve.
- Az a hülye, aki mondja.
- Fuss, Forrest! Fuss!
- Én arra rendeltettem, hogy az anyád legyek. Igyekeztem jól csinálni.
- A mamám mindig azt mondta, hogy az a hülye, aki mondja.
- Kegyes hazugság nem árt senkinek.
- Biztosan nehéz királynak lenni.
- A mamám mindig azt mondta, "Az embernek előbb maga mögött kell hagynia a múltat, csak akkor mehet tovább"

## Forrest híres barátai
- Elvis Presley, amerikai énekes, dalszerző
- George Wallace, amerikai kormányzó
- John F. Kennedy, az USA elnöke
- Lyndon B. Johnson, az USA elnöke
- Richard Nixon, az USA elnöke
- John Lennon, brit énekes, dalszerző, gitáros – a The Beatles tagja
- Dick Cavett, egy amerikai TV-show, a The Dick Cavett Show műsorvezetője és házigazdája
- (George H. W. Bush, az USA elnöke) – törölt jelenet

## Érdekességek
- Winston Groom regényének elkészült második kötete is, Forrest és Tsa. címmel, melyben további érdekes kalandokat él meg a főhős.
- A filmből töröltek egy jelenetet, melyben Forrest Kínában egy amerikai tiszttel pingpongozik. Az illető a fiatal George H. W. Bush, aki később az USA elnöke lesz.
- Mikor Forrest először megy busszal az iskolába, a gyerekek között feltűnik a rendező, Robert Zemeckis fia is.

## A filmben elhangzó dalok
- Alan Silvestri – Forrest Gump Suite – 8:49
- Aretha Franklin – Respect – 2:27
- B.J. Thomas – Raindrops Keep Fallin' on My Head – 3:00
- Beach Boys – Sloop John B – 2:56
- Bob Dylan – Rainy Day Women #12 & 35 – 4:35
- Bob Seger & the Silver Bullet Band – Against The Wind – 5:33
- Buffalo Springfield – For What is Worth – 2:38
- Canned Heat – Let's Work Together
- Clarence Frogman Henry – (I Don't Know Why) But I Do – 2:18
- Creedence Clearwater Revival – Fortunate Son – 2:18
- Doobie Brothers – It Keeps You Runnin' – 4:13
- Duane Eddy – Rebel Rouser – 2:22
- Elvis Presley – Hound Dog – 2:16
- Fifth Dimension – Medley: Aquarius/Let the Sunshine In – 4:48
- Fleetwood Mac – Go Your Own Way – 3:38
- Four Tops – I Can't Help Myself (Sugar Pie Honey Bunch) – 2:43
- Gladys Knight & the Pips – I've Got To Use My Imagination – 3:30
- Harry Nilsson – Everybody's Talkin' – 2:44
- Jackie DeShannon – What the World Needs Now is Love – 3:13
- Jefferson Airplane – Volunteers – 2:04
- Jimi Hendrix – All Along The Watchover
- Jimi Hendrix – Hey, Joe
- Jimmy Gilmer And The Fireballs – Sugar Shack
- Joan Baez – Blowin' in the Wind – 2:36
- KC & The Sunshine Band – Get Down Tonight
- Lynyrd Skynyrd – Free Bird
- Lynyrd Skynyrd – Sweet Home Alabama – 4:43
- Randy Newman – Mr. President – 2:46
- Rooftop Singers – Walk Right In – 2:33
- Scott McKenzie – San Francisco – 2:58
- Simon & Garfunkel – Mrs. Robinson – 3:51
- The Byrds – Turn! Turn! Turn! – 3:54
- The Doors – Break On Through (To the Other Side) – 2:27
- The Doors – Love Her Madly
- The Doors – Soul Kitchen
- The Doors – Hello, I Love You
- The Doors – People Are Strange
- The Mamas & the Papas – California Dreamin' – 2:39
- The Supremes – Stoned Love – 2:59
- The Youngbloods – Let's Get Together – 4:36
- Three Dog Night – Joy To The World – 3:16
- Tony Orlando & Dawn – Tie A Yellow Ribbon
- Willie Nelson – On The Road Again – 2:29
- Wilson Pickett – Land of 1000 Dances – 2:25

## Díjak és jelölések
Oscar-díj (1995)
- díj: legjobb színész – Tom Hanks
- díj: legjobb rendező – Robert Zemeckis
- díj: legjobb vágás – Arthur Schmidt
- díj: legjobb film – Wendy Finerman, Steve Starkey, Steve Tisch
- díj: legjobb vizuális effektusok – Ken Ralston, George Murphy, Stephen Rosenbaum, Allen Hall
- díj: legjobb adaptált forgatókönyv – Eric Roth
- jelölés: legjobb férfi mellékszereplő – Gary Sinise (Dan Taylor hadnagy)
- jelölés: legjobb látványtervezés – Rick Carter, Nancy Haigh
- jelölés: legjobb operatőr – Don Burgess
- jelölés: legjobb smink – Daniel C. Striepeke, Hallie D'Amore
- jelölés: legjobb filmzene – Alan Silvestri
- jelölés: legjobb hangkeverés – Randy Thom, Tom Johnson, Dennis S. Sands, William B. Kaplan
- jelölés: legjobb hangvágásnak – Gloria S. Borders, Randy Thom

Szaturnusz-díj (1995)
- díj: Szaturnusz-díj a legjobb férfi mellékszereplőnek – Gary Sinise
- díj: Szaturnusz-díj a legjobb Fantasy Filmnek
- jelölés: Szaturnusz-díj a legjobb színésznek – Tom Hanks
- jelölés: Szaturnusz-díj a legjobb női mellékszereplőnek – Robin Wright Penn
- jelölés: Szaturnusz-díj a legjobb rendezőnek – Robert Zemeckis
- jelölés: Szaturnusz-díj a legjobb zenének – Alan Silvestri
- jelölés: Szaturnusz-díj a legjobb speciális effektusok – Ken Ralston
- jelölés: Szaturnusz-díj a legjobb forgatókönyvírónak – Eric Roth

Amanda-díj (1995)
- díj: legjobb nemzetközi film

American Cinema Editors (Eddies) (1995)
- díj: legjobb vágás – Arthur Schmidt

American Comedy Awards (1995)
- díj: Funniest Actor in a Motion Picture (Leading Role) – Tom Hanks

American Society of Cinematographers (1995)
- jelölés: Outstanding Achievement in Cinematography in Theatrical Releases – Don Burgess

BAFTA-díj (1995)
- díj: legjobb vizuális effektusok – Ken Ralston, George Murphy, Stephen Rosenbaum, Doug Chiang, Allen Hall
- jelölés: legjobb színész – Tom Hanks
- jelölés: legjobb női mellékszereplő – Sally Field
- jelölés: legjobb film – Wendy Finerman, Steve Tisch, Steve Starkey, Robert Zemeckis
- jelölés: legjobb operatőr – Don Burgess
- jelölés: legjobb rendező, David Lean-díj – Robert Zemeckis
- jelölés: legjobb vágás – Aurthur Schmidt
- jelölés: legjobb adaptált forgatókönyv – Eric Roth

Casting Society of America (Artios) (1995)
- jelölés: legjobb film, Drama – Ellen Lewis

Chicago Film Critics Association Awards (1995)
- díj: legjobb színész – Tom Hanks

Directors Guild of America (1995)
- díj: Outstanding Directorial Achievement in Motion Pictures – Robert Zemeckis, Charles Newirth, Bruce Moriarity, Cherylanne Martin, Dana J. Kuznetzkoff

Golden Globe-díj (1995)
- díj: legjobb színész – filmdráma – Tom Hanks
- díj: legjobb filmrendező – Robert Zemeckis
- díj: legjobb film – dráma
- jelölés: legjobb férfi mellékszereplő – Gary Sinise
- jelölés: legjobb női mellékszereplő – Robin Wright Penn
- jelölés: legjobb filmzene – Alan Silvestri
- jelölés: legjobb forgatókönyv – Eric Roth

Heartland Film Festival (1995)
- díj: Studio Crystal Heart Award – Winston Groom

MTV Movie Awards (1995)
- jelölés: Best Breakthrough Performance – Mykelti Williamson
- jelölés: legjobb férfi alakítás – Tom Hanks
- jelölés: legjobb film

Motion Picture Sound Editors (Golden Reel Award) (1995)
- díj: legjobb hangvágás

National Board of Review of Motion Pictures (1994)
- jelölés: legjobb színész – Tom Hanks
- jelölés: legjobb férfi mellékszereplő – Gary Sinise
- jelölés: legjobb film

Golden Laurel Awards (1995)
- díj: Motion Picture Producer of the Year Award – Wendy Finerman, Steve Tisch, Steve Starkey, Charles Newirth

People's Choice Awards (1995)
- díj: Favorite All-Around Motion Picture
- díj: Favorite Dramatic Motion Picture

Screen Actors Guild Awards (1995)
- díj: legjobb férfi főszereplő – Tom Hanks
- jelölés: legjobb férfi mellékszereplő – Gary Sinise
- jelölés: legjobb női mellékszereplő – Sally Field & Robin Wright Penn

Writers Guild of America Awards (1995)
- díj: legjobb adaptált forgatókönyv – Eric Roth

Young Artist Awards (1995)
- díj: Best Performance in a Feature Film – Young Actor 10 or Younger – Haley Joel Osment
- díj: Best Performance in a Feature Film – Young Actress 10 or Younger – Hanna R. Hall
- jelölés: Best Performance in a Feature Film – Young Actor Co-Starring – Michael Conner Humphreys

Az amerikai nemzeti filmregiszter filmje (2011)